# Tågebue
Tågebue er et optisk fænomen som fremkommer når solens lys brudes i en tåge. Til forskel for regnbue er tågebuen hvid. At tågebuen er hvid skyldes tågens vanddråber er meget små. Dråberne i tågen er så små, at farverne ikke fremkommer på samme klare måde som i en regnbue. Da de brudte farver overlapper hinanden og det samlede lys, som bliver reflekteret tilbage til iagttageren, fremstår som hvid. Derfor fremtræder lyset i buen som værende en kombination af alle farver - og fremtræder derfor nemlig hvid.